# Sairé
Sairé é um município brasileiro do estado de Pernambuco localizado no Agreste.

## História
O povoamento de Sairé iniciou-se após a abertura de um caminho que ligava o povoado de São José dos Bezerros ao sul do estado, passando pela Vila Bonito, por iniciativa dos fazendeiros, almocreves e tropeiros. Como era uma região de florestas, o local à margem deste caminho onde hoje está situado o município de Sairé ficou conhecido como Boca da Mata. Os primeiros povoadores dedicaram-se ao cultivo da mandioca e da cana-de-açúcar e posteriormente café. Em 1896 tornou-se distrito São Miguel, subordinado a Bezerros. Pelo decreto-lei nº 952, de 31 de dezembro de 1943, o distrito de São Miguel, passou a denominar-se Sairé. A lei estadual nº 4.942, de 20 de dezembro de 1963, deu autonomia ao município.
Durante o período em que foi pertencente ao município de Bezerros, houve na região o florescimento de diversos engenhos de cana, que produziam açúcar, aguardente e rapadura. A partir da segunda metade do século XX, entretanto, esses engenhos entraram em decadência e hoje praticamente foi extinta sua antiga atividade.
O topônimo Sairé tem significado controvertido. Alguns atribuem a uma corruptela de Sirinhaém, o rio. Já Luís Caldas Tibiriçá sustenta que o termo significa "saíra diferente", uma espécie de saíra.
A história de Sairé foi publicada em duas obras, "Sairé: reminiscências de um povo que caminha com São Miguel", de autoria de Flávio Guerra, e "Sairé: datas e acontecimentos", de autoria de Miguel Pessoa das Neves.

## Geografia
Localiza-se a uma latitude 08º19'39" sul e a uma longitude 35º42'20" oeste, estando a uma altitude de 663 metros. Sua população estimada em 2004 era de 14.950 habitantes. Já no ano de 2010 a população passou a ser de 11 242 habitantes de acordo com o IBGE.
Possui uma área de 198,78 km², e Densidade demográfica (hab/Km²) de 58,85.

### Hidrografia
A região é abastecida pela bacia hidrográfica do Rio Ipojuca, que é um dos rios mais poluídos do país.
A água do Rio Ipojuca, além do abastecimento, também é usada para receber efluentes domésticos (esgoto sanitário)e receber efluentes agroindustrial e industrial...

### Vegetação
A vegetação de Sairé é basicamente de Florestas Subcaducifólica e Caducifólica, características do agreste pernambucano. Hoje, grande parte da vegetação original do município foi devastada para a implantação de pastagens e plantações.

## Administração

### Prefeitos
- Luís Gonzaga de Oliveira e Silva, 1964 – 1964
- José Maximino de Souza, 1964 – 1964 (abril a julho)
- Cláudio Bezerra da Silva, 1964 – 1964
- Airton José Vasconcelos, 1964 – 1965
- Severino Pessoa Pontes, 1965 – 1970
- Onaci Souto Andrade, 1970 – 1972
- José Bezerra da Silva, 1973 – 1976
- Severino Pessoa Pontes, 1977 – 1982
- Everaldo Dias de Arruda, 1983 – 1988
- José Andrade Neves, 1989 – 1992
- Everaldo Dias de Arruda, 1993 – 1996
- Valdomiro Marinho de Araújo, 1997 – 2000
- Isaías Ferreira, 2001 - 2004
- Everaldo Dias de Arruda, 2005 - 2008
- Everaldo Dias de Arruda, 2009 - 2012
- José Fernando Pergentino de Barros, 2013 - 2016
- José Fernando Pergentino de Barros, 2017-2020

## Festividades
Sairé possui vários festejos durante o ano, os principais são: o Festival do Buscapé durante o São João, e a festa da laranja. Movimentam a economia da cidade e atraem turistas.

### Festival do Buscapé
O tradicional festival do Buscapé em Sairé, acontece no mês de junho durante as festividades de São João e além de atrair turistas de toda região, movimenta a economia do município, sendo uma excelente forma de manter a tradição deste evento que é realizado há mais de um século.

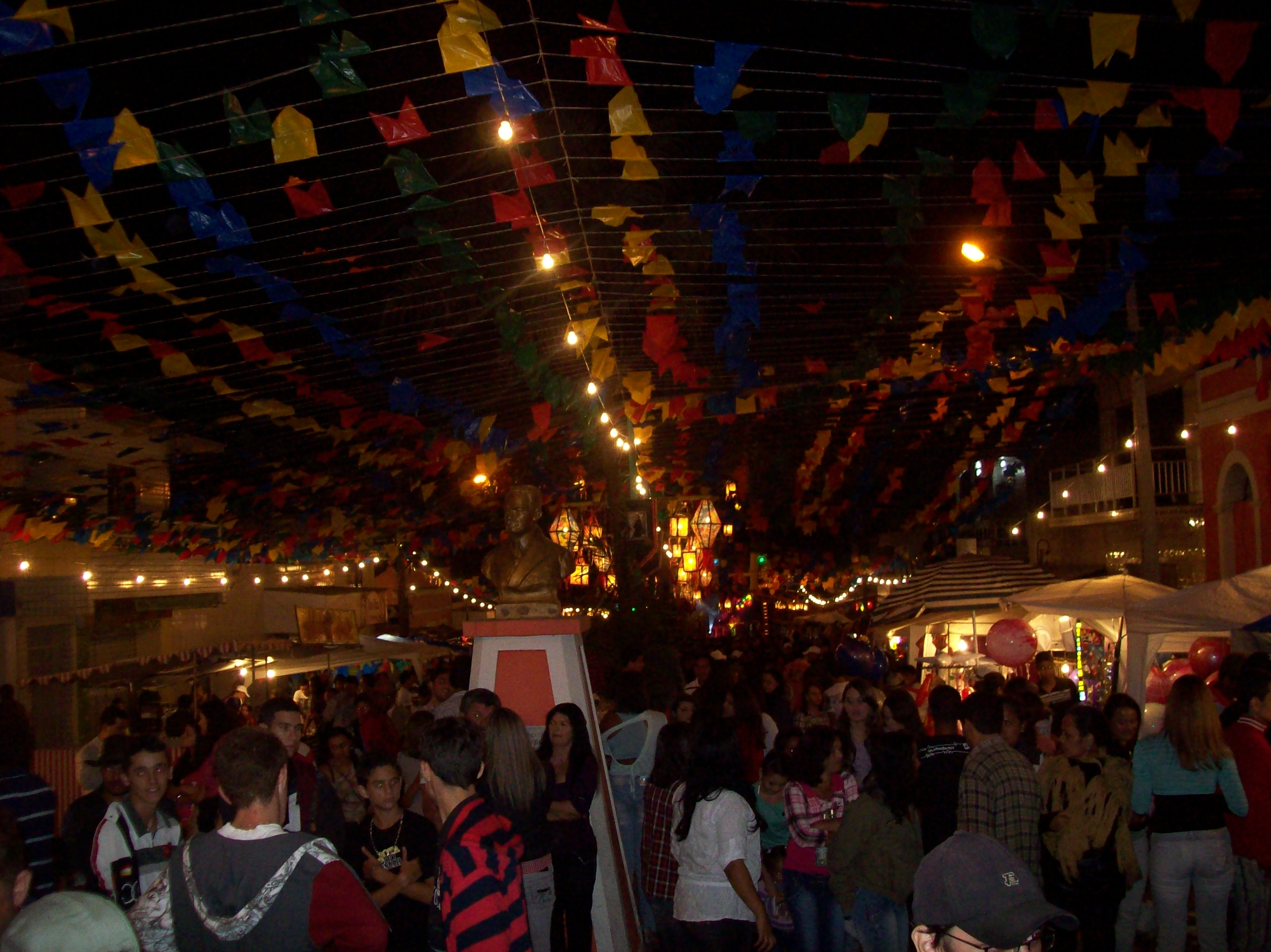
Festival do Buscapé, Sairé-PE
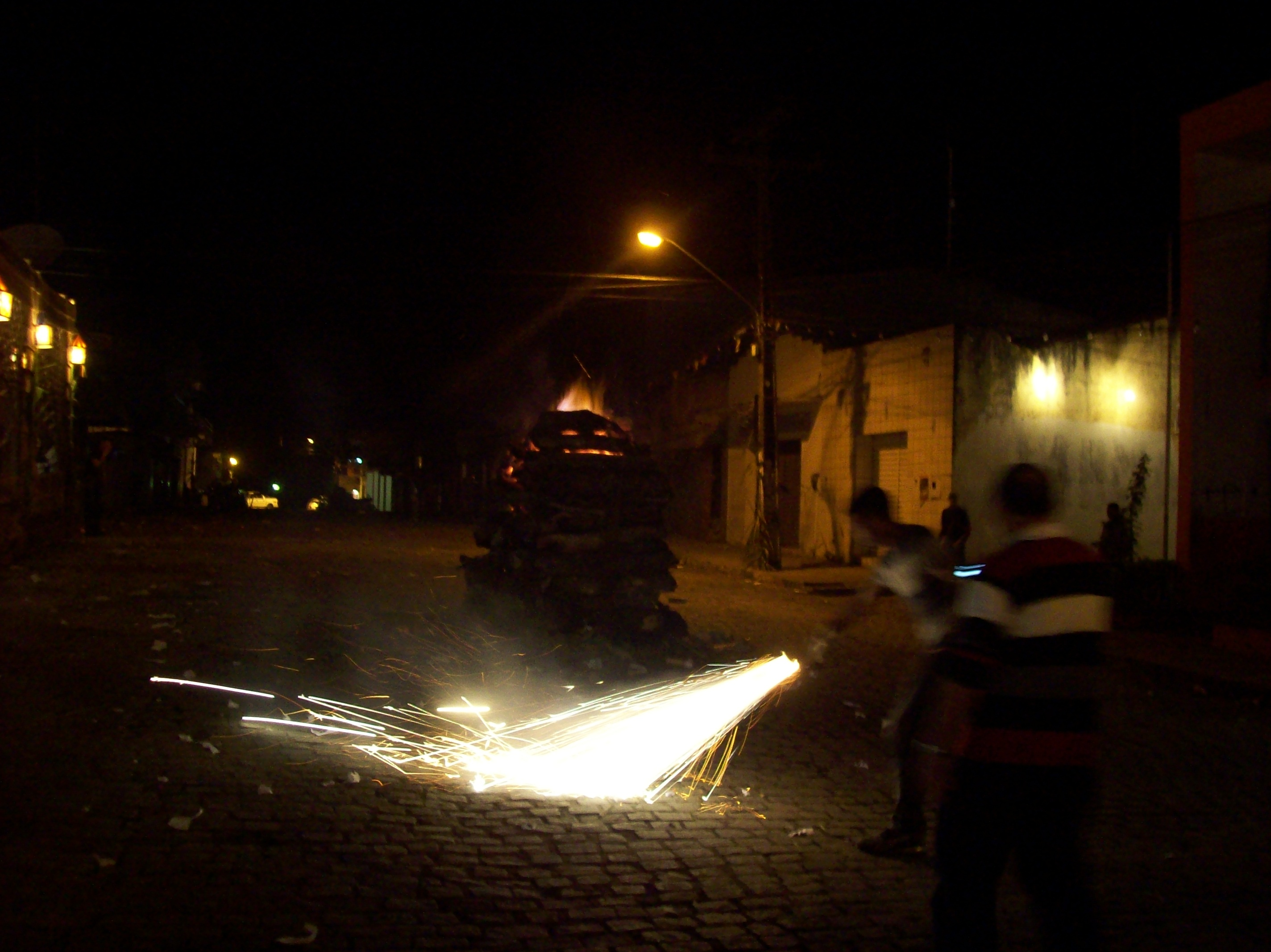
Buscapé em Sairé-PE

### Festa da laranja
Na Festa da Laranja que acontece anualmente é comemorada a colheita de laranja e tangerina do município.

## Bairros
- Centro - Vila Santana - Cohab - Vale Verde - São Sebastião - Abrigo - Loteamento Planalto - Onaci Souto Andrade e Zona Rural

### Distrito
- Insurreição